# Rindberg
De Rindberg is een berg in de deelstaat Beieren, Duitsland. De berg heeft een hoogte van 1310 meter.
De Rindberg is onderdeel van het Estergebergte, dat weer deel uitmaakt van de Bayerische Voralpen.